# Trainspotting (roman)
Trainspotting is een roman van de Schotse schrijver Irvine Welsh, uitgegeven in 1993. Trainspotting werd in 1996 verfilmd. In 2002 publiceerde Welsh het vervolg, genaamd Porno. In 2012 publiceerde hij Skagboys, de prequel van Trainspotting.

## Synopsis
Het boek speelt tegen het einde van de jaren tachtig van de twintigste eeuw en gaat over de beslommeringen van een aantal heroïneverslaafden en criminelen in Leith, een stadje ten noorden van Edinburgh. Deze stad wordt geteisterd door zware werkloosheid die in de ogen van de hoofdpersonen wordt veroorzaakt door het economische beleid van Margaret Thatcher.
Het verhaal wordt door de verschillende personages verteld. Hierdoor zijn delen van het boek in het het Brits-Engels geschreven en andere delen in verschillende Schotse dialecten. Dit maakt het boek enigszins complex.

## De titel
Over de betekenis van de titel zijn in de jaren vele theorieën ontstaan. Een theorie was dat het sloeg op de lange rij werkzoekenden bij een bepaald arbeidsbureau in Edinburgh. Deze rij was in de jaren negentig zo lang dat die bij het station begon en de wachtenden werden in de volksmond "trainspotters" genoemd. Een ander idee was dat het verwees naar het probleem dat een verslaafde steeds een nieuwe stukje ader moet vinden om een injectienaald in te kunnen steken.
Op de achterkant van het boek (Ned. vert. door Ton Heuvelmans, 1996) staat echter te lezen: "Wanneer ze gebruiken draait alles om het spotten van de 'train', de dealer".
In 2012 gaf Welsh in een interview aan dat hij gewoon een pakkende titel voor zijn boek zocht en er verder geen betekenis was.